# Strage di Gruaro
La strage di Gruaro causò la morte di 28 bambini a Gruaro, in provincia di Venezia, tra l'aprile e il maggio 1933 a causa di un'errata procedura durante la sperimentazione di un vaccino.

## Storia
Le autorità dell'allora Regno d'Italia selezionarono l'abitato di Gruaro per sperimentare un vaccino contro la difterite di nuova concezione e mai testato prima; nonostante la contrarietà del medico del paese, 253 bambini di età compresa tra i 13 mesi e gli otto anni furono reclutati in questa operazione profilattica. 
Subito dopo la somministrazione del vaccino, però, iniziarono ad avvertire sintomi di diversa natura e gravità; furono prontamente ricoverati presso l'ospedale di Portogruaro, e l’ospedale pediatrico gestito dal Prof. Gino Frontali, a Padova dove, nonostante la messa in opera di misure di emergenza, 28 di loro spirarono.
In seguito si scoprì che un contenitore di siero, preparato in un laboratorio dell’Istituto Sieroterapico Nazionale di Napoli, non era stato correttamente preparato, esponendo perciò i pazienti al batterio ancora attivo e non attenuato. 
Le autorità dell'Italia fascista fecero passare sotto silenzio l'episodio e nessuna inchiesta giudiziaria venne aperta sull'accaduto.